# Liga Metropolitana de Sports Athleticos
A Liga Metropolitana de Sports Athleticos (LMSA) foi uma entidade criada em 1908 pelos principais clubes de futebol da cidade do Rio de Janeiro para organizar o Campeonato Carioca.

## História
Com a dissolução da antiga Liga Metropolitana de Sports Athleticos em 1907, após a confusão do campeonato daquele ano, em 29 de fevereiro de 1908, Fluminense, Botafogo, America, Paysandu, Rio-Cricket e Riachuelo fundaram a nova Liga Metropolitana de Sports Athleticos (LMSA).
Em 1911 o Botafogo abandona a LMSA, em forma de protesto, por ter o seu atleta Abelardo Delamare, suspenso da competição por um ano, e funda uma nova entidade, a Associação de Football do Rio de Janeiro (AFRJ). Porém, a AFRJ tem vida curta, e depois de organizar um único campeonato em 1912, acaba por fundir-se com a Liga Metropolitana de Sports Athleticos no ano seguinte, que nos anos que se seguiram acabou por receber uma série de acusações de suborno tornando insustentável sua permanência na organização do futebol carioca. Até que, em 1917, a LMSA foi extinta e os clubes criam a Liga Metropolitana de Desportos Terrestres (LMDT), pacificando de vez o futebol carioca da época.

## Campeões da LMSA
- 1908: Fluminense
- 1909: Fluminense
- 1910: Botafogo
- 1911: Fluminense
- 1912: Paissandu
- 1913: America
- 1914: Flamengo
- 1915: Flamengo
- 1916: America